# Glenville (New York)
Glenville è un comune degli Stati Uniti d'America, situato nella contea di Schenectady dello stato di New York.
Glenville prese il nome da Alexander Lindsay Glen, latifondista scozzese che acquistò un ampio tratto di terreno nel negli anni 1650. Glen battezzò la sua tenuta Scotia, oggi villaggio incluso nell'area della cittadina.
Nel comune si trovano quattro edifici iscritti al registro nazionale dei luoghi storici degli Stati Uniti.
Secondo il censimento del 2000, i principali gruppi etnici sono: bianchi 97%, asiatici 0.8% e afroamericani 0.7%. Gli ispanici di tutte le etnie sono pari all'1.2%.